# إدوارد ماكجنتي
إدوارد ماكجنتي (بالإنجليزية: Edward McGinty)‏ (مواليد 5 أغسطس 1999) هو لاعب كرة قدم محترف يلعب لنادي أكسفورد يونايتد الإنجليزي كحارس مرمى.